# ЖС серија 441
ЈЖ/ЖС серија 441 је монофазна електрична локомотива за вучу путничких и теретних возова по равничарским и брдским пругама, која се налазе у експлоатацији у Железницама Србије. Експлоатација електричних локомотива 441 на пругама Србије почело је 31. маја 1970. године.
Конструктор овог типа је АСЕА из Шведске, а лиценцу за производњу ових локомотива преузела је загребачка фабрика "Раде Кончар" 1970. године у сарадњи са "МИН-ом" из Ниша.
- Ова електрична локомотива има популаран назив "Швеђанка“.

## Серија 441
Упоредо са електрификацијом главних магистралних железничких линија крајем 60-их година 20. века одлучено је да се изврши набавка електричних локомотива које ће служити за вучу путничких и теретних возова у Југославији.
Њихова испорука у Југословенским железницама започела је 1967. године, прва пробна вожња на пругама је обављена 1968. године, а редовна експлоатација на магистралним пругама електрифицираним једнофазним системом 25 kV, 50 Hz започела је 31. маја 1970. године. 
Конструктор локомотиве овог типа је фирма АСЕА из Шведске. Као серија ЈЖ 441 настала је из серије Rb1 Шведских железница (разлика је једино у систему електрификације, који је у Шведској 15kV на 16.7Hz једнофазно, а у Србији 25kV 50Hz једнофазно), а испоручилац локомотива била је група Трактион јунион, коју су сачињавале фирме АСЕА из Шведске, Сешерон из Швајцарске и Елин јунион из Аустрије.
Лиценцну производњу локомотиве серије 441 преузела је 1970. године фирма „Раде Кончар“ из Загреба у сарадњи са „Машинском индустријом Ниш“. Многобројним побољшањима основне конструкције настале су бројне нове подсерије. Тадашњем ЈЖ испоручене су 284 локомотиве серије Bo’ Bo’, подељене у осам подсерија и то: 441-000,-100,-300,-400,-500,-600,-700 и -800.
Подсерије 000, 400 и 500 су припале Србија каргу, а 300, 600 и 700, које су опремљене редукторима за 140 km/h, те су намењене за путнички превоз су припале Србија возу.
Локомотиве серије 441 су диодне четвороосовинске локомотиве са појединачним погоном осовине (Bo’ Bo’) и погонском снагом мотора 3.860 kW. Вучни мотор је РК ИСВК 644-8 серијски вучни електромотора једносмерне (валовите)  . Континуирана називна снага је 850 kW, називни напон је 770 V, називна струја је 1180А, а номинална брзина је 1100 о / мин. У минути; називна снага на сат је 900kW, номинални напон 770V, називна струја 1250А, називна брзина 1080 о / мин; максимална брзина мотора је 1920 о / мин, максимална струја 1715А, изолација класе F . Ова врста локомотива за свој погон користи четири вучна електромотора једносмерне (валовите) струје са редном побудом који се напајају од контактне мреже, преко пантографа (уређај који преноси напон са мреже на локомотиву и служи за одузимање струје из контактног вода). Локомотива серије 441 за напајање користи систем 25 kV, 50Hz. Предвиђене су за вучу путничких и теретних возова по равничарским и брдским пругама уз постизање максималне брзине од 120 и 140 km/h, при чему се промена максималне брзине обавља променом преносног односа зупчастог пара редуктора. Произведене локомотиве добијале су ознаке подсерије и индивидуалан број, у зависности од тога да ли су на њима уграђене поједине компоненте или уређаји. Локомотиве имају две управљачнице, на сваком крају по једну. Серија 441 локомотива такође је извезена у Румунију између 1973. и 1984. године, постаје позната као "серија ЕК/ЕК1" у класификацији румунских жељезница. Поред "Раде Кончар Загреб', "ТЖВ Јанко Гредељ", "Машинска Индустрија Ниш", локомотива је изграђена у сарадњи са "Електропутере Крајова" и "УЧМ Решица". И надограђени су, 3 локомотиве "Раде Кончар Загреб", а остало од стране "Софтроник Крајова" и "ПРОМАТ". Садашња класификација је Серија 43 (ЕК), 44 (ЕК1) и 46 за надограђене локомотиве.

## Технички подаци
| Параметер                                            | Подаци            |
| ---------------------------------------------------- | ----------------- |
| Профил према                                         | UIC 505-1         |
| Распоред осовина                                     | Bo’ Bo’           |
| Ширина колосека                                      | 1.435 мм          |
| Дужина преко одбојника                               | 15.470 мм         |
| Највећа висина (са спуштеним пантографом)            | 4.650 мм          |
| Размак осовина у постољу                             | 2.700 мм          |
| Размак постоља                                       | 7.700 мм          |
| Укупна маса локомотива                               | 78 т ±2%          |
| Осовински притисак                                   | 19,5 т ±2%        |
| Пречник новог точка                                  | 1.250 мм          |
| Минимални пречник истрошеног точка                   | 1140 мм           |
| Максимална брзина                                    | 120 км/ч 140 км/ч |
| Преносни однос осовинског преносника                 | 1 : 3,65          |
| Трајна снага                                         | 3.860 kW          |
| Максимална вучна сила                                | 276 kN            |
| Једночасовна вучна сила                              | 188 kN            |
| Трајна вучна сила                                    | 175 kN            |
| Снага за електрично грејање                          | 800 kVA           |
| Напон контактне мреже                                | 25 kV             |
| Максимални напон контактне мреже                     | 28 kV             |
| Минимални напон контактне мреже                      | 19 kV             |
| Краткотрајни дозвољени најнижи напон контактне мреже | 17,5 kV           |
| Највећа висина контактног вода                       | 6.500 мм          |
| Најмања висина контактног вода                       | 5.000 мм          |
| Температурно подручје рада локомотиве                | -25 - + 40 °C     |

## Видео
- ЖС серија 441 путнички воз
- ЖС серија 441 (путнички) и ЖС 461 (теретни)